# Cárcel de Coronda
El Instituto Correccional Modelo U1 Dr. César Tabares, más conocido como cárcel de Coronda, es el mayor establecimiento penitenciario en funcionamiento en la Provincia de Santa Fe, Argentina. Se encuentra en la ciudad de Coronda, cabecera del Departamento San Jerónimo. Fue inaugurada el 12 de agosto de 1933. Cuenta con una capacidad para 1456 internos y tiene una población actual de casi 2500 reclusos.
Durante la última dictadura cívico-militar fue el único penal del país administrado por Gendarmería Nacional. Es conocida por su rivalidad entre rosarinos y santafesinos y la gran cantidad de incidentes que se produjeron en los años 2000.

## Historia
Un proyecto presentado por el diputado Rafael Biancofiore en 1909 señalaba la necesidad de crear una cárcel en un punto equidistante entre Rosario y Santa Fe Ciudad, eligiendo el lugar en Coronda. En 1915 se adquirió el terreno, en 1922 se destinaron los fondos para iniciar la obra, en 1923 se llamó a concurso de planos y anteproyecto, aprobados en 1926 y en 1927 se firmaron los contratos con las empresas constructoras.
La cárcel funciona desde el año 1933, cuándo fue fundada como "Cárcel Modelo Auburniano", ya que adquirió el sistema carcelario de la cárcel de Auburn (EE. UU.). En un principio, los corondinos estuvieron en contra del establecimiento de la cárcel, pero fue paulatinamente aceptada cuando se transformó en la mayor fuente de trabajo, con el empleo de 620 penitenciarios.
Se la llamaba cárcel modelo por el alojamiento individual, los talleres para distintas actividades laborales, los patios y las salas de esparcimiento, la escuela y la capilla, los cuales no tenían el resto de las prisiones argentinas. En 1939 se instaló en la cárcel la Imprenta de la Provincia que funcionó durante 20 años.

### Funcionamiento durante la dictadura
La cárcel de Coronda era parte de la maquinaria del terrorismo de Estado, siendo un lugar donde los detenidos políticos padecían las mismas violaciones a los derechos humanos que en los centros clandestinos de detención de la dictadura cívico-militar, pero bajo la apariencia de un centro de detención legal. Coronda fue parte de lo que se denominó "Campaña Pensionistas" (o también "Operación Recuperación de Pensionistas"), con todo tipo de tormentos y castigos que tenían como fin doblegar y quebrar psíquicamente a los presos políticos. Los internos eran trasladados a dos comisarías de Santa Fe, en algunos casos clandestinamente, donde fueron sometidos a torturas y permanecieron encapuchados y esposados incluso por semanas. Bajo esas condiciones, se les recibía declaración indagatoria, pesando sobre ellos la amenaza constante de ser sacados del penal como Daniel Gorosito, quien luego de ser trasladado a Rosario en 1976, fue torturado y asesinado.8
Pasaron por el penal dirigentes políticos y funcionarios del gobierno constitucional iniciado en 1973, dirigentes sindicales, abogados, sacerdotes, militantes del Partido Revolucionario de los Trabajadores, de la Juventud Universitaria Peronista, Juventud Peronista y Juventud Trabajadora Peronista, Montoneros, Juventud Guevarista, Federación Juvenil Comunista, Vanguardia Comunista.
Los tres comandantes de Gendarmería Nacional que dirigieron la cárcel entre abril de 1977 y febrero de 1978, fueron juzgados durante los últimos días de 2017 y los primeros meses 2018, en lo que se denominó "Causa Coronda". Octavio Zirone falleció detenido en 2014 antes de iniciar el juicio. El Tribunal Oral Federal de Santa Fe, condenó a Adolfo Kushidonchi a 22 años y Juan Ángel Domínguez a 17 años, por tormentos agravados a 39 perseguidos políticos y la muerte de Luis Alberto Hormaeche y Raúl San Martín.

## Datos técnicos
La cárcel tiene una superficie de 224.750 m², de los cuales 93.337 m² se encuentran dentro de los muros. Estos tienen una altura de 6 m y se extienden por 1.127 m de longitud, con un total de 11 garitas. El punto más alto es el torreón, con 41 m.
Cuenta con un total de 12 pabellones, estando los números impar (1º, 3º, 5º, 7º, 9º y 11º) en la mitad norte, y los par (2º, 4º, 6º, 8º, 10º y 12º) desplazados hacia la sur. En estos se encuentran divididos pabellones exclusivos para rosarinos y otros tantos para santafesinos, los cuales fueron reasignados desde la masacre del 2005.
Al norte de la zona de pabellones impares, se encuentran los talleres, que se dividen en zapatería, carpintería, panadería, etc, y cuentan con dos canchas de fútbol en la zona este de la prisión. También cuentan con una capilla, bibliotecas, y una central de radio FM.

## Acciones violentas
A través de los años, y especialmente durante los años 2000, se produjeron motines y asesinatos dentro de la cárcel, que tuvieron repercusión a nivel nacional.

### Motín del 2002
A las 0:15 a. m. del 27 de febrero de 2002, presos de los pabellones 6º, 8º, 10º y 12º, con la participación de algunos reclusos del 5º pabellón de máxima seguridad, se enfrentaron entre internos, destrozaron la infraestructura carcelaria y dominaron esos cinco pabellones por un total de seis horas. De este motín tomaron parte 815 presidiarios de los 1266 allí alojados.
Según el informe, los reclusos del 10º pabellón empezaron una pelea entre ellos, y cuando la fuerza de seguridad quiso intervenir fueron atacados con chuzas fabricadas con alambres o utensilios de cocina. Al amanecer, Tropas de Operaciones Especiales de la policía provincial rodearon el penal, y miembros de la Pastoral Carcelaria mediaron para superar el conflicto.
La pelea provocó la muerte de dos de los presos y hubo cuatro heridos, tres de ellos eran guardias y el otro era un condenado, que estuvo en situación delicada a causa de una herida por arma de fuego.

### Motín del 2003
El 15 de marzo de 2003, 1300 detenidos realizaron un motín y tomaron casi toda la cárcel durante 18 horas, en reclamo por las malas condiciones de detención. La revuelta comenzó al atardecer del día, y se prolongó hasta las primeras horas de la tarde del 16, cuando las autoridades llegaron a un acuerdo con los amotinados. Los presos ingresaron al almacén, las cámaras frigoríficas, las cocinas, la capilla, a las dos bibliotecas y a la central de radio FM de internos, las cuales destrozaron.
Un guardiacárcel recibió herida leves a causa de armas blancas y un presidiario murió, pero por cuestiones ajenas al motín. Un acuerdo, en dónde, entre los puntos, se encontraba el de no tomar represalias contra los amotinados, fue firmado por tres reclusos y por el ministro de Gobierno de la provincia, Carlos Carranza, el director de la cárcel, subprefecto Eduardo Leclerc, y el representante de derechos humanos Federico Garat.

### Masacre de Coronda
La noche del 11 de abril de 2005, un grupo de reclusos del 7º pabellón, exclusivo de santafesinos, interceptó y tomó de rehenes a dos guardias. Así, aproximadamente 40 presos se dirigieron al 11º pabellón, solo de rosarinos. En este pabellón fueron asesinados nueve hombres, dos de ellos quemados.
Luego de esto, pasaron por el 3º pabellón de santafesinos, donde se le unieron otros presidiarios más, y siguieron hasta el 1º pabellón mixto, donde murieron otros cuatro rosarinos. Cuándo pensaban proseguir con la masacre, fueron detenidos por las fuerzas de seguridad, dejando un saldo de 13 prisioneros muertos y seis heridos, todos de Rosario. De los trece muertos, diez fueron a causa de apuñaladas, uno degollado y dos quemados, cuando prendieron fuego los colchones en sus celdas.
A la llegada de la policía se pensó que era un nuevo motín o un intento de fuga, por lo que cruzaron un colectivo en la puerta. Más tarde, se liberó uno de los guardiacárceles que tenían por rehén a cambio de garantías.
Las causas de la masacre fueron la rivalidad entre santafesinos y rosarinos, la comida, la distribución de las drogas y por supuestas violaciones hacia familiares de los reclusos en los días de visitas.
Dos meses después, un total de 72 presidiarios del 12º pabellón oriundos de Rosario hicieron huelga de hambre para ser llevados a otra unidad penitenciaria, ya que temían que les pase lo mismo luego de la masacre.

### Otras acciones
Una toma de rehenes por parte de 90 internos, principalmente del 11º pabellón, se produjo el 28 de septiembre de 2004. Las víctimas del suceso fueron dos hombres y una mujer que pertenecían a la agrupación religiosa Pastoral Penitenciaria, pero la mujer fue liberada ya que se descompuso. Los presos exigían ser trasladados a la cárcel de Las Flores. A la madrugada siguiente la situación se normalizó y no hubo heridos.
En el año 2013, se produjo una fuga de un recluso escondido en un camión de basura, y otro interno murió desangrado a causa de las heridas recibidas en un duelo con otro del 7º pabellón, ambos armados con facas carcelarias.
En el primer día del año 2014, seis presos se fugaron de la cárcel. Habrían roto una bacha del desagüe de la celda, salieron del 12º pabellón y rompiendo un candado, escapando hacia la calle.
El 11 de noviembre de 2015 el interno Maximiliano Rojas de 24 años, que purgaba una condena por robos y un homicidio se fugó de su celda dejando una nota manuscrita en la que explica el motivo de la fuga. Rojas afirmó que tomó la determinación de evadirse porque no le fue concedido un pedido para ser trasladado a una unidad penitenciaria del sur provincial, dado que su familia vive en la ciudad de Rosario.

## Denuncias
En el 2014, un artículo del semanario Sin Mordaza denunciaba que, dentro de las cárceles, los presos usaban celulares, consumían drogas y tenían diferentes armas tumberas. Estos se descubrió gracias a que los reclusos subieron fotos a la red social Facebook donde se los veía alardeando del uso de los mismos. El hecho tomó gran relevancia después de que incautaran 198 celulares en una requisa, con el que habían armado un plan para asesinar a un juez y a un fiscal de Rosario. Según un extrabajador de alto rango del Servicio Penitenciario de la provincia, le brindan el uso de Internet y los celulares a cambio de que no se produzcan motines o fugas, cuando ello está prohibido por una ley provinicial (la N° 24.660).
En una entrevista a un interno de la cárcel de Las Flores de la capital santafesina que estuvo en el penal de Coronda, hecha por la radio Sol 91.5, dijo que "el que entra bueno acá se hace malo y el malo se hace peor", dando a entender que, lejos de la función de rehabilitar a los condenados, solo los vuelve peores.